# Cycle de l'Acajou
Le cycle de l’Acajou est un cycle romanesque à forte connotation sociale écrit par l’auteur germanophone B. Traven dans les années 1930. Cinq des six romans qui le composent sont publiés par la guilde du livre Gutenberg, dépendante du syndicat des typographes allemands et qui refuse le dernier, publié par conséquent aux Pays-Bas par Allert de Lange. Il est fréquemment fait référence à ce cycle sous les termes équivalents de cycle de la Caoba ou cycle de la Mahagoni, d’après les traductions en allemand et en anglais du terme acajou, ou encore cycle de la Jungle.

## Édition
Le premier roman du cycle, Der Karren (La Charrette), est publié en 1931 par la guilde du livre Gutenberg à Berlin. Regierung (Gouvernement en allemand, publié en France sous le titre d’Indios est publié la même année, et Der Marsch ins Reich der Caoba. Ein Kriegmarsch (La Marche dans l’empire de l’acajou. Une marche de guerre en allemand) suit en 1933. C’est le dernier roman du cycle à être publié en Allemagne. En effet, le 2 mai 1933, les SA du régime nazi installé depuis quelques mois envahissent les locaux de la guilde Gutenberg et s’emparent de la maison d’édition. Traven retire immédiatement les droits sur ses livres à la Guilde Gutenberg de Berlin pour les transférer à la filiale de Zurich.
La filiale de Zurich de la guilde du livre Gutenberg publie les deux romans suivants du cycle de l'Acajou : Die Troza, (La Grume en allemand) et Die Rebellion der Gehenkten (La Révolte des pendus, en 1936. En 1939, Traven rompt son contrat avec la guilde Gutenberg qui refuse d’éditer le dernier roman du cycle de l’Acajou (Dschungel-Marshall, soit Le Maréchal de la Jungle). Il est d’abord publié en suédois à Stockholm chez Holmström, avant d’être édité en allemand aux Pays-Bas par les éditions Allert de Lange Verlag en 1940,.
En français, le cycle est traduit tardivement et incomplètement depuis 1955, le dernier roman traduit, L'Armée des pauvres (traduction de Dschungel-Marshall), ne l’est qu’en 2013. Der Marsch ins Reich der Caoba. Ein Kriegmarsch (La Marche dans l’empire de l’acajou. Une marche de guerre) et Die Troza n’ont jamais été traduits

## Intrigue, personnages et motifs
Le cycle se déroule pendant la première décennie du XXe siècle, lors des dernières années du règne de Porfirio Diaz et au début de la révolution mexicaine. Il décrit la vie douloureuse des Indiens dans le sud du Mexique vers 1910, peu avant la révolution mexicaine, et leur participation à celle-ci. La servitude pour dettes, l’oppression raciste et le manque de droits dans des conditions quasi féodales marquent la vie des Indiens. Un jour, leur vie devient si insupportable qu’une rébellion éclate. Les bûcherons tuent leurs gardiens, quittent la jungle et se forment en une armée révolutionnaire sous le commandement du général Juan Mendez, 21 ans. Les romans forment certes un cycle chronologique culminant dans la révolution - mais les œuvres sont en même temps lisibles comme des livres à part entière, puisque les personnages principaux et les lieux changent et que chaque œuvre a une composition à part entière. Ceci est délibérément mis en place, car Traven ne voulait pas surcharger son public prolétarien avec un ouvrage de 1000 pages.
Le cycle de romans politiques de Traven décrit avec précision et en connaissance les causes de la révolution mexicaine de 1910/1911, au cours de laquelle le dictateur Porfirio Diaz fut renversé par le peuple. Le cycle de l’Acajou donne une vision unique des causes sociales qui déclenchent la révolution.
Dans La Charrette, un Indien libre, charretier propriétaire de sa charrette, voit sa condition réelle révélée quand le seigneur local le joue — et le perd — aux cartes. Dans Regierung, le propriétaire d’une hacienda exploite les peons et s’enrichit à leurs dépens, les envoyant dans les camps forestiers. Dans La Marche dans l’empire de l’acajou, on suit ces peons convoyés de force vers les camps forestiers où l’acajou est exploité. La révolte des bûcherons est décrite. Dans Trozas et La Révolte des pendus, de nouvelles facettes des personnages sont décrites, les travailleurs révoltés trouvent des leaders, s’organisent et formulent leurs exigences. Dans L’Armée des pauvres, la révolte s’enflamme, avec un personnage décalque de Emiliano Zapata qui sert de fer de lance à la lutte des peons.
Les quatre premiers romans mettent en lumière la situation des Indiens mexicains et l’absence de perspectives dans leur existence. Peon dans une finca, assistant d’un petit commerçant, bûcheron ou bouvier sur une monteria dans la jungle du Chiapas — leur vie est toujours marquée par la faim, la pauvreté, la violence et la dépendance personnelle totale du maître, que ce soit le Don sur la finca ou les gardiens dans le camp de bûcherons. En raison de ces conditions de vie, les personnages de Traven apparaissent souvent plutôt comme le type d’un collectif, compte tenu de la lutte constante pour la survie, il ne reste pas de place pour les problèmes de développement traités principalement dans le roman bourgeois, tels que chagrin d’amour, peur de l’échec, problèmes d’identité, etc.
Néanmoins, les héros de Traven ne restent pas des stéréotypes - leur individualisation n’a lieu généralement qu’à l’acte de rébellion : par la révolte ils se détachent de la masse de leurs camarades toujours soumis et apprennent à formuler leurs propres besoins élémentaires. Mais c’est seulement la rébellion collective qui leur donne une chance de faire quelque chose contre leurs oppresseurs.
Dans tout le cycle de l'Acajou, Traven exprime « par allusions son angoisse vis-à-vis de la fureur aveugle et glaciale des nationaux-socialistes ». Il exhorte les ouvriers à la résistance et attaque Hitler et les nazis qui se font respecter avec leur pistolet à la ceinture, comme le petit-bourgeois, même s’il « ressemble à un chef de rayon dans un grand magasin ou à un clown avec un brosse à dents noire sous un nez perlant de morve ».

## Thèmes
Le cycle de l’Acajou, en particulier les deux derniers romans, est souvent interprété comme une allégorie de la lutte contre le fascisme européen. En effet, le motif du soulèvement populaire contre la dictature porte des traits antifascistes ; notamment les méthodes de torture des surveillants dans les camps de bûcherons portent les mêmes descriptions de mauvais traitements des prisonniers politiques, et à plusieurs endroits, le roman fait explicitement référence aux camps de concentration mexicains pour isoler et éliminer les opposants politiques à la dictature.
Traven décrit ses Indiens comme des prolétaires. Malgré leur dépendance, qui rappelle les rapports du monde médiéval et féodal, ils apparaissent intégrés dans un système commercial régional et mondial sur lequel repose leur exploitation. La production de l’acajou pour les produits de luxe du monde industrialisé illustre les effets dévastateurs du capitalisme jusque dans les moindres recoins de la jungle mexicaine.
La solidarité des Indiens découle d’abord de cette oppression commune, puis de la communauté linguistique et culturelle. La vision de Traven est donc plus anarchiste/marxiste que culturaliste. Traven est l’un des premiers auteurs à souligner le lien entre racisme et capitalisme - une critique qui n’a été reprise dans la littérature et les sciences sociales qu’avec le tournant postmoderne des années 1980.
Dans le contexte du débat intensifié depuis les années 1990 sur les conditions de travail esclavagistes dans le tiers monde et la société d’abondance de l’Occident, l’œuvre de Traven conserve jusqu’à aujourd’hui son actualité brûlante. Peter Whittaker relève par exemple la continuité de la résistance au Chiapas et du slogan Tierra y Libertad.
Le cycle de l’Acajou est un plaidoyer pour la justice, l’un des plus passionnés de la littérature mondiale.

## Écriture
Les romans du cycle de l’Acajou utilisent les matériaux collectés par B. Traven dans ses séjours répétés au Chiapas.
L’écriture est empreinte de l’anarchisme de Traven, tout en restant inscrite dans l’histoire de la révolution mexicaine : il cite le slogan Tierra y libertad de Ricardo Flores Magón ; le cycle se conclut par la fondation d’une cité utopique Solipaz (en espagnol : Soleil et paix).
L’auteur s’inspire de la rébellion des travailleurs de l’acajou dans le Chiapas en 1910, au cours de la Révolution mexicaine, autour de Santa Clara et de la destruction de la monteria Romano en 1910.
Au cours de ses nombreux séjours prolongés au Chiapas, B. Traven était accompagné par un guide, Amador Paniagua, qui avait travaillé 7 ans en monteria. On estime généralement que ces séjours et ce guide furent une source d’information importante pour Traven, qui peut ainsi lier des problèmes dits universels comme le capitalisme, la répression et l’injustice à un contexte local.
Kurt Tucholsky a caractérisé le style de Traven comme une « technique d’écriture flottante », faisant se suivre une multitude de petits épisodes, reliés entre eux par une intrigue interrompue sans cesse par des digressions avant de réunir toutes ces histoires en une seule, les digressions lui permettant d’illustrer ou de répéter ses idées principales.
Le vocabulaire utilisé par Traven dans tous les romans du cycle est issu de façons de parler typiques en Allemagne du nord, des néologismes tirées du bas allemand. Par exemple, le mot Gehenkten du titre original de La Révolte des pendus vient du vieil allemand henken pour pendu ; on retrouve l’usage de ce mot dans la revue dirigée par Ret Marut, Der Ziegelbrenner (ce qui est un des éléments permettant d’identifier Ret Marut à B. Traven). Dans ses tapuscrits, il écrit souvent les mots composés avec des traits d’union, contrairement à toutes les règles grammaticales allemandes. Cette particularité ne se retrouve dans les versions imprimées que pour la première édition de Die Karren (imprimée dans la précipitation) et dans la première édition de Dschungel-Marschall (car Allert de Lange l’a fait imprimer à l’imprimerie Hungaria de Budapest qui ne disposait pas de correcteurs en allemand). Au fur et à mesure qu’on avance dans le cycle, les jurons se multiplient ; les gros mots qui étaient euphémisés sont remplacés par le mot grossier directement.
Selon Peter Whittaker, les romans du cycle sont empreints d’une idéologie criarde et simplifient des situations complexes. Mais « les énergies positives des livres, la profonde compréhension de Traven des personnages individuels et par sa compréhension que l’insurrection n’est rien si elle ne profite pas aux plus pauvres » compensent ce défaut, d’autant que la révolution fait évoluer autant la société que les hommes.

## Liste des romans du cycle
- 1931 : Die Karren (publié en France en 1955 sous le titre La Charrette), paru à la Guilde du livre Gutenberg (Berlin)
- 1931 : Regierung (Gouvernement en allemand, publié en France en 1974 sous le titre Indios), paru à la Guilde du livre Gutenberg (Berlin)
- 1933 : Der Marsch ins Reich der Caoba. Ein Kriegmarsch, (La Marche dans l’empire de l’acajou. Une marche de guerre en allemand, jamais traduit en français), paru à la Guilde du livre Gutenberg (Berlin)
- 1936 : Die Troza, (La Grume en allemand, jamais traduit en français), paru à la Guilde du livre Gutenberg (Zurich)
- 1936 : Die Rebellion der Gehenkten (La Révolte des pendus, publié en France en 1955), paru à la Guilde du livre Gutenberg (Zurich)
- 1940 : Dschungel-Marshall (Le Maréchal de la jungle en allemand, publié en France sous le titre L'Armée des pauvres en 2013), paru aux éditions Allert de Lange à Amsterdam

## Adaptations
L’avant-dernier opus du cycle, La Révolte des pendus, a été porté à l’écran par Alfredo B. Crevenna sous le titre La Rebelion de los colgados, en 1954 ; par H. Wlen en 1956, sur un scénario d’Hal Croves La Révolte des pendus ; puis par Juan Luis Buñuel en 1986 sous le titre de La Rebelion de los colgados.